# Чет Вокер
Честер Вокер (англ. Chester Walker; 22 лютого 1940, Бетлгем, Міссіссіппі, США — 8 червня 2024) — американський професіональний баскетболіст, що грав на позиціях легкого форварда і важкого форварда за декілька команд НБА. Чемпіон НБА.
2012 року введений до Баскетбольної Зали слави (як гравець).

## Ігрова кар'єра
На університетському рівні грав за команду Бредлі (1959—1962). Закінчив студентську кар'єру як найрезультативніший гравець команди в її історії.
1962 року був обраний у другому раунді драфту НБА під загальним 12-м номером командою «Сірак'юс Нейшеналс». Захищав кольори команди із Сірак'юс протягом наступних 7 сезонів. 1963 року був включений до першої збірної новачків НБА. Згодом команда переїхала до Філадельфії та стала називатися «Філадельфія Севенті-Сіксерс». 1967 року в складі «Філадельфії» став чемпіоном НБА. Тоді його партнерами по команді були такі гравці як Вілт Чемберлейн, Гал Грір, Волі Джонс та Біллі Каннінгем.
Другою і останньою ж командою в кар'єрі гравця стала «Чикаго Буллз», до складу якої він приєднався 1969 року і за яку відіграв 6 сезонів.

## Статистика виступів в НБА
| † | Позначає сезон, в якому Чет Вокер ставав чемпіоном НБА |

### Регулярний сезон
| Сезон              | Команда                       | GP    | GS | MPG  | FG%  | 3P% | FT%  | RPG  | APG | SPG | BPG | PPG  |
| ------------------ | ----------------------------- | ----- | -- | ---- | ---- | --- | ---- | ---- | --- | --- | --- | ---- |
| 1962–63            | «Сірак'юс Нейшеналс»          | 78    | –  | 25.5 | .469 | –   | .699 | 7.2  | 1.1 | –   | –   | 12.3 |
| 1963–64            | «Філадельфія Севенті-Сіксерс» | 76    | –  | 36.5 | .440 | –   | .711 | 10.3 | 1.6 | –   | –   | 17.3 |
| 1964–65            | «Філадельфія Севенті-Сіксерс» | 79    | –  | 27.7 | .403 | –   | .742 | 6.7  | 1.7 | –   | –   | 13.2 |
| 1965–66            | «Філадельфія Севенті-Сіксерс» | 80    | –  | 32.5 | .451 | –   | .716 | 8.0  | 2.5 | –   | –   | 15.3 |
| 1966–67†           | «Філадельфія Севенті-Сіксерс» | 81    | –  | 33.2 | .488 | –   | .766 | 8.1  | 2.3 | –   | –   | 19.3 |
| 1967–68            | «Філадельфія Севенті-Сіксерс» | 82    | –  | 32.0 | .460 | –   | .726 | 7.4  | 1.9 | –   | –   | 17.9 |
| 1968–69            | «Філадельфія Севенті-Сіксерс» | 82    | –  | 33.6 | .484 | –   | .804 | 7.8  | 1.8 | –   | –   | 18.0 |
| 1969–70            | «Чикаго Буллз»                | 78    | –  | 34.9 | .477 | –   | .850 | 7.7  | 2.5 | –   | –   | 21.5 |
| 1970–71            | «Чикаго Буллз»                | 81    | –  | 36.1 | .465 | –   | .859 | 7.3  | 2.2 | –   | –   | 22.0 |
| 1971–72            | «Чикаго Буллз»                | 78    | –  | 33.2 | .505 | –   | .847 | 6.1  | 2.3 | –   | –   | 22.0 |
| 1972–73            | «Чикаго Буллз»                | 79    | –  | 31.1 | .478 | –   | .832 | 5.0  | 2.3 | –   | –   | 19.9 |
| 1973–74            | «Чикаго Буллз»                | 82    | –  | 32.5 | .486 | –   | .875 | 5.0  | 2.4 | 0.8 | 0.0 | 19.3 |
| 1974–75            | «Чикаго Буллз»                | 76    | –  | 32.3 | .487 | –   | .860 | 5.7  | 2.2 | 0.6 | 0.1 | 19.2 |
| Усього за кар'єру  | Усього за кар'єру             | 1,032 | –  | 32.4 | .470 | –   | .796 | 7.1  | 2.1 | 0.7 | 0.1 | 18.2 |
| В іграх усіх зірок | В іграх усіх зірок            | 7     | 1  | 17.9 | .435 | –   | .850 | 2.6  | 1.3 | 0.0 | 0.0 | 8.1  |

### Плей-оф
| Сезон             | Команда                       | GP  | GS | MPG  | FG%  | 3P% | FT%  | RPG  | APG | SPG | BPG | PPG  |
| ----------------- | ----------------------------- | --- | -- | ---- | ---- | --- | ---- | ---- | --- | --- | --- | ---- |
| 1963              | «Сірак'юс Нейшеналс»          | 5   | –  | 26.0 | .509 | –   | .733 | 9.4  | 1.8 | –   | –   | 15.2 |
| 1964              | «Філадельфія Севенті-Сіксерс» | 5   | –  | 38.0 | .390 | –   | .739 | 10.4 | 2.6 | –   | –   | 18.8 |
| 1965              | «Філадельфія Севенті-Сіксерс» | 11  | –  | 42.6 | .480 | –   | .760 | 7.2  | 1.6 | –   | –   | 20.3 |
| 1966              | «Філадельфія Севенті-Сіксерс» | 5   | –  | 36.2 | .375 | –   | .806 | 7.4  | 3.0 | –   | –   | 14.6 |
| 1967†             | «Філадельфія Севенті-Сіксерс» | 15  | –  | 36.7 | .467 | –   | .807 | 7.6  | 2.1 | –   | –   | 21.7 |
| 1968              | «Філадельфія Севенті-Сіксерс» | 13  | –  | 37.3 | .410 | –   | .679 | 7.4  | 1.8 | –   | –   | 19.1 |
| 1969              | «Філадельфія Севенті-Сіксерс» | 4   | –  | 27.3 | .535 | –   | .667 | 5.8  | 2.0 | –   | –   | 13.5 |
| 1970              | «Чикаго Буллз»                | 5   | –  | 35.6 | .422 | –   | .818 | 8.4  | 2.2 | –   | –   | 19.4 |
| 1971              | «Чикаго Буллз»                | 7   | –  | 33.4 | .440 | –   | .708 | 7.1  | 3.1 | –   | –   | 15.0 |
| 1972              | «Чикаго Буллз»                | 4   | –  | 24.3 | .421 | –   | .813 | 3.5  | 1.0 | –   | –   | 11.3 |
| 1973              | «Чикаго Буллз»                | 7   | –  | 32.7 | .347 | –   | .892 | 8.9  | 2.0 | –   | –   | 16.7 |
| 1974              | «Чикаго Буллз»                | 11  | –  | 36.6 | .509 | –   | .861 | 5.5  | 1.6 | 0.9 | 0.1 | 20.9 |
| 1975              | «Чикаго Буллз»                | 13  | –  | 33.2 | .494 | –   | .880 | 4.6  | 1.8 | 1.0 | 0.1 | 17.5 |
| Усього за кар'єру | Усього за кар'єру             | 105 | –  | 35.1 | .449 | –   | .787 | 7.0  | 2.0 | 1.0 | 0.1 | 18.2 |